# Джеймс Мур
Джеймс Мур (на английски: James Moore) е американски офицер (бригаден генерал).

## Биография
Той е роден около 1737 година в окръг Ню Хановър, Северна Каролина, във видно местно семейство. Включва се в колониалното опълчение и участва във Френската и индианска война (1754 – 1763), а по време на Регулационната война командва артилерията на разбунтувалия се губернатор на Северна Каролина в решаващата битка при Аламанс (1771).
През следващите години Мур участва активно в организацията Синове на свободата и през 1775 година поема командването на първия севернокаролински полк на Континенталната армия. Той участва активно в Американската война за независимост, произведен е в бригаден генерал и от септември 1776 година оглавява Южния отдел на Континенталната армия.
Джеймс Мур умира през април 1777 година в Уилмингтън от стомашно заболяване.